# フォルクスワーゲン・up!
up!（アップ）は、ドイツの自動車メーカー、フォルクスワーゲンがかつて製造・販売していたAセグメントのハッチバック型乗用車である。
フォルクスワーゲン・グループに属するシュコダ、およびセアトにはそれぞれシティゴ (citigo)、Miiが本車種のリバッジ車として存在し、本項ではこれらについても述べる。

## 概要
位置づけはフォックスの後継モデルとなるが、日本を含めフォックスが導入されていない国ではルポの後継モデルとなる。最終組み立てはスロバキアのブラチスラヴァ工場。
高い質感と大人4人が無理なく乗れる室内スペースを確保した上で1万ユーロから購入できることを目指して開発された。ボディの67%に軽量化と高剛性を両立させる熱間成形鋼板や超高張力鋼板を採用し、2ドア版で車重900kgを実現しながらユーロNCAPで最高の5つ星となる高い安全性を実現している。発売開始時のドイツ本国価格は約9,850 - 13,700ユーロ。
低価格実現のため、パワーウィンドウはフロントのみでスイッチは各ドア毎の個別配置となっており、リアウィンドウは3ドアが固定のはめ殺し、4ドアは前側のヒンジを支点に開閉する方式で後端が外側に数cm浮き上がる程度である。ドアミラーは手動格納式、給油キャップのロックにメインキーを必要とするなど、装備に割り切りが見られる。
ボディサイズは軽自動車規格より一回り大きく、日本車の1リッターコンパクトクラスよりやや小さい。ルポと比較して全長の延びは20mmに抑えられた一方で、ボディ四隅へのタイヤ配置によってホイールベースは100mm長い2,420mmと室内空間の拡大が図られた。後部座席でもヘッドクリアランスを確保してあり、荷室容量は後席を完全に折り畳むことで通常の251Lから最大951Lまで拡大する。狭い道や駐車場での取り回しに大きな影響を与える最小回転半径は全グレード4.6m。

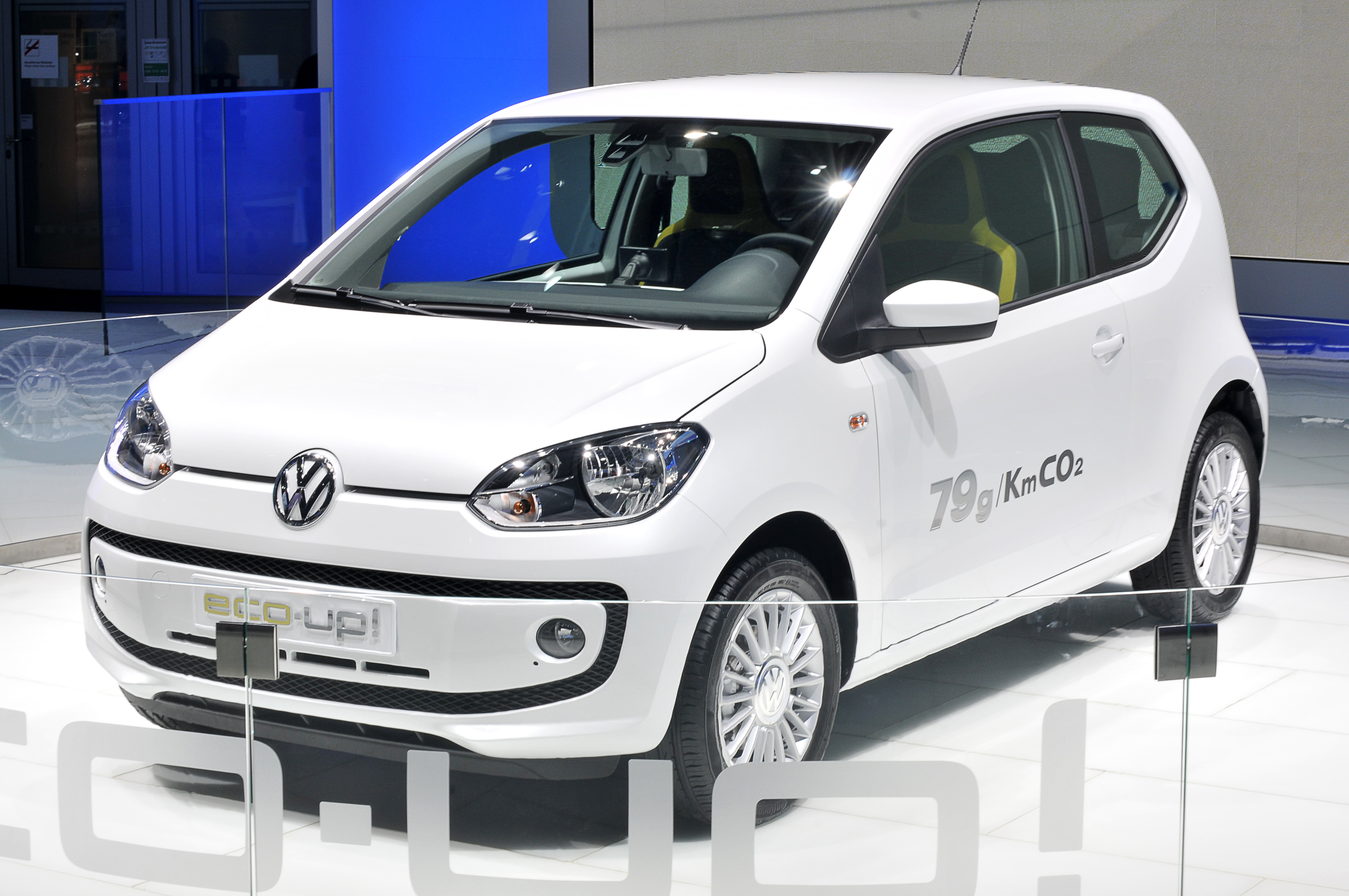
eco up!

デザインテーマは「シンプル＆クリーン」で、グリルレス風のフロントマスクを持つ。サイドガラスのグラフィックは3ドアと5ドアで異なり、ガラス下端のラインが5ドアはストレート、3ドアは後端で跳ね上がる。大きな黒いガラスを備えたハッチゲートはスマートフォンを模したとされている。
2012年時点でのグレードは「take up!」「move up!」「high up!」「black up!」「white up!」「cheer up!」の6種類に加え、CNGとガソリンのバイフューエルで、総容量72Lの2個のCNGタンクとガソリン用の10Lサブタンクを搭載する「eco up!」もラインナップされた。
2013年にはフォルクスワーゲン初となる量産EVとして「e-up!」の発売が決定した。2015年2月1日には日本で発売される予定であったが、諸事情により日本導入はキャンセルされた。

## メカニズム
エンジンは可動部品の精度を高めてバランスシャフトを排した1.0 L 直列3気筒DOHC12バルブで44kW（60PS）と55kW（75PS）の2種類。CNGは50kW（68PS）。5速MTはアイドリングストップや回生ブレーキなどで更に燃費を向上させた「ブルーモーション テクノロジー」を採用したモデルも選べる。
トランスミッションは5速MTのほか、up!専用に開発されたASGと呼ばれる、シングルクラッチを採用したATモード付きの5速AMTを設定する。同じ2ペダルMTでもデュアルクラッチを採用し素早い変速を可能とするDSGに対し、30kg以下と軽量でMTのクラッチとギヤボックス本体を使用できるASGは低コストかつ高効率と言われる。
ASGはクラッチに加えてギヤ選択も自動化したオートモード付きのセミATであるが、変速時はMTと同じく1枚のクラッチで断続動作を行うため、トルコン式ATとは根本的に異なる。クラッチペダルがないことで法規上はAT扱いだが、MTをベースとするため。トルコン式ATと区別するため、一般的にはDCTとともに「2ペダルMT」と呼ばれる。
安全機構は、このクラスで初となる市街地走行用の緊急制動を目的とする「シティ エマージェンシー ブレーキ」がオプションで設定される。これは同社の上級モデルであるCCに搭載される技術で、5 - 30km/hで走行中にフロントウインドシールド上部の赤外線レーザーセンサーにより前方10mまでの車両や障害物を検知、状況により自動で緊急ブレーキを掛けて回避したり衝突時の衝撃を軽減する衝突被害軽減ブレーキの一種である。その他、運転席・助手席エアバッグ、頭部保護機能付きサイドエアバッグ、全席3点式シートベルト、フォースリミッター付シートベルトテンショナー、ESPも装備する。

## 日本仕様
2012年10月1日より販売が開始された。導入モデルは「move up!」の2ドア（受注生産）と4ドア、「high up!」の4ドアで、エンジンが55kW（75PS）の高出力仕様である。全車「平成27年度燃費基準+10%」を達成すると共に「平成17年基準排出ガス75%低減レベル（☆☆☆☆）」認定も取得している。ガソリンはハイオク指定で、トランスミッションは5速ASGのみ。
欧州ではオプション設定となる「シティ エマージェンシー ブレーキ」が全車に標準装備されている。カーナビは専用設計の欧州仕様とは異なり、市販品ベースのポータブルカーナビをディーラーオプションで設定する。助手席を前方に倒して長尺物を積める機構は日本仕様は備えない。

## 沿革
- 2007年
  - 9月 - フランクフルトモーターショーで将来を担う小型車の提案「ニュースモールファミリー」のコンセプトカーとして「concept up!」を発表。
  - 10月 - 東京モーターショーで「space up!」を出展[14]。
  - 11月 - ロサンゼルスオートショーで「space up!」のボディに燃料電池を搭載したゼロ・エミッションのEV「space up! blue」を出展[14]。
- 2009年4月22日 - 量産型をスロバキアで2011年から製造することを発表。
- 2011年9月 - フランクフルトモーターショーに量産型を出展、同年より欧州で販売を開始した。
- 2012年
  - 1月23日 - 4ドアモデル（5ドアハッチバック）発表。
  - 2月27日 - 「ブルーモーション」追加。
  - 4月5日 - ワールド・カー・オブ・ザ・イヤー（WCOTY）受賞[15]。
  - 8月30日 - 「eco up!」が、ドイツ自動車団体（VCD）2012 - 2013年 環境対応車番付 第1位となる[16]。
  - 9月18日 - 日本仕様を発表。
  - 10月1日 - 日本で販売が開始。
  - 11月13日 - 2013年次RJCカー・オブ・ザ・イヤー=インポートを受賞[17]。
- 2013年
  - 8月22日 - フォルクスワーゲン国内正規輸入60周年記念限定モデルの第4弾として、「black up!」「white up!」を日本でも数量限定で発売。
- 2014年
  - 1月27日  - 限定車「オレンジ アップ!（orange up!）」を発売[18]。

UVカット機能付きダークティンテッドリアガラス、16インチアルミホイール、ブラック塗装ドアミラーに加えダッシュパッド、本革ステアリング、レザーハンドブレーキグリップ、ファブリックシートにオレンジのステッチやパイピングをあしらい、専用のドアシルプレートを追加した。専用カラーの「ホットオレンジメタリック」が650台、「ディープブラックパールエフェクト」が200台、「リフレックスシルバーメタリック」が150台の計1000台限定となる。
  - 3月20日 - 株式会社イードが運営する、登録会員が実生活で得られた愛車の実燃費をインターネット経由で入力・管理する燃費管理サービス「e燃費」が実施した「e燃費アワード2013-2014」の「輸入車部門」で17.9km/Lを記録し、同部門の1位になったことが発表された[19]。
  - 4月1日 - 消費税率の引き上げ並びに原材料高騰などに伴う生産コスト・輸送費の上昇に伴い車両本体価格を改定。up!の場合、5.8万円 - 7.2万円値上げとなった（改定後の価格は154.8万円 - 193.2万円）[20]。
  - 10月29日 - 特別限定車「move up! style edition」を発売[21]。

「move up!」の4ドア車をベースに、専用デザインの15インチアルミホイール、レザー3本スポークステアリングホイール、レザーハンドブレーキグリップを特別装備しつつ、ベースグレードの4.3万円高（税込）に抑えた。アンスラサイトの内装色を採用した「トルネードレッド」300台、ブラックデニム/ベージュの内装色を採用した「コーンフラワーブルー」200台の計500台限定販売である。
- 2015年
  - 1月27日 - 特別限定車「move up! style edition 2」を発売[22]。

2014年10月の「style edition」同様「move up!」の4ドア車をベースに、専用デザインの15インチアルミホイール、レザー3本スポークステアリングホイール、レザーハンドブレーキグリップを特別装備しつつ、前回同様ベースグレードの4.3万円高（税込）に抑えている。今回は両ボディカラーともアンスラサイトの内装色設定になり（コーンフラワーブルーでは本特別仕様車のみの設定）、「キャンディホワイト」300台、「コーンフラワーブルー」200台の計500台限定。
  - 2月16日 - 2014年3月に輸入車部門で1位なった「e燃費アワード」の2014-2015年版でe燃費（実用燃費）が17.1km/Lを記録し、2013 - 2014に続いて2年連続で輸入車で1位になったことが発表された[23]。
  - 6月11日 - 一部改良[24]。

アイドリングストップ機能とエネルギー回生システムで構成された「BlueMotion Technology」が新たに標準装備された。
ボディカラーは「ブルーベリーメタリック」と、2014年1月に発売された特別仕様車「orange up!」専用色だった「ホットオレンジメタリック」を追加。「high up!」でホットオレンジメタリックを選択した場合はダッシュパッドがオレンジとなった。
「move up!」はタイヤサイズを165/70R14から175/65R14に変更した。車両本体価格は「move up!」は据え置き、「high up!」は42,000円値下げされた。
  - 8月18日 - 2013年の東京モーターショーに参考出品されたクロスオーバールックの「cross up!」を新モデルとして追加[25]。

シルバーのフロント&リアバンパーやルーフレールに加え、up!では最も大きい16インチの専用アルミホイールを採用するとともに、最低地上高も10mm上昇された。既存グレード同様に「BlueMotion Technology」を標準装備したほか、「high up!」同様にレザーのステアリングやハンドブレーキが標準装備されている。
- 2016年
  - 2月9日 - 特別限定車「jeans up!」を発売[26]。

「move up!」の4ドア車をベースに、日本初採用デザインの15インチアルミホイール、フロントフォグランプ、クロームドアミラー、ブラウンステッチ入りレザーステアリングホイールとレザーハンドブレーキ、ジーンズ調専用シートカバー、クルーズコントロール、jeans up!ロゴステッカー、デコレーションフィルムを特別装備した。カラーは、通常のup!では設定されていない「ピュアホワイト」のみの設定で300台の限定販売。
  - 3月1日 - ジュネーヴ・モーターショーで、エクステリア、エンジン等、大幅に改良したマイナーチェンジされた新型up!を発表した[27]。
- 2017年
  - 4月27日 - マイナーチェンジ[28]。

5インチカラーディスプレイを備えた純正インフォテイメントシステム「Composition Phone（コンポジション フォン）」が採用され、「move up!」の4ドア車と「high up!」にオプション設定された。スマートフォンに専用アプリ「Volkswagen maps+more」をインストールすることで、ナビ機能や各種情報表示、エマージェンシーアシスタンスの利用が可能となる。
装備面では、ハロゲンヘッドライト（ハイトコントロール機能、LEDポジションランプ付）、オートライト、レインセンサー、タイヤ空気圧警告灯を新たに標準装備したほか、「high up!」ではスタティックコーナリングライト、インテリアアンビエントライト（ダッシュパッド下部に装着）、マルチファンクションインジケーター、クロームパッケージ（フロントグリルルーバー/リアゲート）、新デザインの15インチアルミホイールも標準装備した。
全長を65mm延長し、フロントバンパーやリアコンビネーションランプのデザインを変更。ボディカラーは「ハニーイエローメタリック」、「ティールブルー」及び「high up!」専用色の「タングステンシルバーメタリック」の3色を追加し、7色展開とした。内装はダッシュボードの表面加工にIML（イン モールド ラベリング）工程を採用したほか、シートカバーは外側とセンターにそれぞれラインを配し、ダッシュパッドに合わせたカラーコーディネートを行った。
  - マイナーチェンジに合わせ、限定車「up! with beats」と「roof up!」を発売[29]。

前者は「move up!」をベースに、300W・8チャンネルのパワーアンプにデジタルプロセッサーを搭載し、6スピーカーとサブウーファーの計7つのスピーカーで構成されたプレミアムサウンドシステム「beats sound system」をはじめ、内装は「beats」のブランドロゴである「bマーク」をデザインした専用ドアシルプレートやセラミックカラーでコーディネートされた専用ファブリックシートを採用。マルチファンクションステアリングホイールとハンドブレーキグリップにレザーを用い、ステアリングホイールにはホワイトの装飾トリムも施した。外観はドアミラーや15インチアルミホイールのセンターカバーにレッド/ブラックを採用し、サイドデカールを装着した。ボディカラーは「ピュアホワイト」と「トルネードレッド」の2色が設定される。
後者は「high up!」をベースに、ルーフとドアミラーをボディカラーによりブラックまたはホワイトが採用される「ルーフカラーパッケージ」、フルオートエアコンディショナー、アレルゲン除去機能付フレッシュエアフィルター（花粉/ダスト除去外気導入フィルター）を特別装備した。ボディカラーは「トルネードレッド」に新色の「ハニーイエローメタリック」と「ティールブルー」を加えた3色が設定される。併せて「up! with beats」・「roof up!」共通で、ベースグレードではオプション設定となる純正インフォテイメントシステム「Composition Phone」が装備されるほか、スマートフォンホルダー、iPod/iPhone/USBデバイス接続装置、ダークティンテッドガラス（リア/リア左右、UVカット機能付）も装備される。
限定数は「up! with beats」は2ドア車200台、4ドア車400台の計600台。「roof up!」は130台となる。
  - 6月27日 - 以前発売した「cross up!」を限定車として再発売[30]。

「high up!」をベースに、外観は従来モデルに準じているが、内装はダッシュパッド・ドアトリム・シートカラーがすべてブラックに統一されたほか、装備は「up! with beats」でも採用されているプレミアムサウンドシステム「beats sound system」やベース車ではオプション設定であるインフォテイメントパッケージ、フルオートエアコン、シートヒーター（運転席/助手席）なども追加装備された。ボディカラーは従来モデルでも設定されていた「トルネードレッド」と新色の「コスタアズールメタリック」の2色で、各色150台ずつ・計300台の限定販売となる。
  - 11月28日 - 限定車「Comfort up!」を発売[31]。

「move up!」をベースに、up!で初となるリアビューカメラ「Rear Assist」をはじめ、パークディスタンスコントロール（リア）、オプティカルパーキングシステム、シートヒーター（運転席/助手席）、インフォテイメントパッケージが特別装備されたほか、外観はブラックまたはキャンディホワイトのカラードドアミラーとデコレーションフィルムが採用され、ステアリングホイールとハンドブレーキキャップをレザーに変更した。ボディカラーは「ティールブルー」と「ホワイトシルバーメタリック」の2色で、各色150台ずつ・計300台の限定販売となる。
- 2018年
  - 6月8日 - 限定車「up! GTI」が発表され、同日より販売が開始された。ゴルフGTIも同時に特別仕様車が設定・発売された[32]。

up!では初めてのGTIで、1.0 L TSIエンジンに6速マニュアルを組み合わせる。最高出力85kW（116PS）、最大トルク200Nm （20.4kgm）を発生する。
外観は「high up!」をベースに、ラジエーターグリルのレッドストライプや専用17インチアルミホイール、スポーツサスペンション、レッドブレーキキャリパー等が採用され、内装もタータンチェック柄のファブリックシート、専用レザーマルチファンクションステアリングホイール・レザーシフトノブ・専用ドアシルプレートが採用された。これ以外に、インフォテイメントパッケージ、フルオートエアコン（アレルゲン除去機能付フレッシュエアフィルター〈花粉/ダスト除去外気導入フィルター〉付き）、オプティカルパーキングシステム、ダークティンテッドガラス（リヤ/リヤ左右、UVカット機能付）が特別装備された。ボディカラーはピュアホワイト、トルネードレッド、ディープブラックパールエフェクトの3色で、600台の限定販売となる。
  - 11月27日 - 限定車「cross up!」を新仕様で再々発売[33]。

ベースグレードは2017年6月発売モデルと同じ「high up!」だが、今回はプレミアムサウンドシステム「beats sound system」に替わり、オプティカルパーキングブレーキシステムやリアビューカメラ「Rear Assist」が新たに特別装備され、駐車時の安全性が強化された。ボディカラーは2017年6月発売時にも設定されていた専用色の「コスタアズールメタリック」に加え、「ハニーイエローメタリック」が設定される。各色150台ずつ、300台の限定販売である。
- 2019年
  - 2月13日 - 特別仕様車「up! GTI」を発売[34]。

前回完売した「up! GTI」をさらに仕様向上させ、前回の特別装備に加えリヤビューカメラ、プレミアムサウンドシステム“beats sound system”を追加し、ボディカラーには前回のピュアホワイトに加えタングステンシルバーメタリックを追加した。
  - 3月26日 - 限定車「spice up!」を発売[35]。

move up!をベースに、選択したボディカラーと異なるルーフカラー・ドアミラー・デコレーションフィルム・アルミホイールセンターキャップをエクステリアに、インテリアでは専用ファブリックシートに加えインフォテイメントパッケージ、パークディスタンスコントロール（リヤ）、オプティカルパーキングブレーキシステム、シートヒーター等を特別装備として追加した。カラーはルーフ・デコレーションフィルムがブラック・ドアミラーとアルミホイールセンターキャップがレッドになる「キャンディホワイト」と、前述の部分がホワイトになる「ティールブルー」の2種で、限定は300台。
  - 12月3日 - 限定車「cross up!」を新仕様で3度目の再発売[36]。

2018年11月発売モデルでは非装備となっていた「beats sound system」が復活し標準装備された。ボディカラーは2018年11月発売モデルにも設定されていた「コスタアズールメタリック」、「ハニーイエローメタリック」に加え、2017年6月発売モデルに設定されていた「トルネードレッド」が復活設定して3色展開となり、限定台数が500台に引き上げられた。
- 2021年
  - 3月- 日本での販売を終了。
- 2023年
  - 10月- 生産終了。

## 諸元表
○は日本販売モデル。
| モデル                                      | 1.0 (44kW)                                                                              | 1.0 (55kW)○                                                                             | 1.0 (50kW)                                         |
| ------------------------------------------- | --------------------------------------------------------------------------------------- | --------------------------------------------------------------------------------------- | -------------------------------------------------- |
| エンジン                                    | 電子制御噴射式直列3気筒DOHCガソリンエンジン                                             | 電子制御噴射式直列3気筒DOHCガソリンエンジン                                             | 電子制御噴射式直列3気筒DOHCガソリンエンジン（CNG） |
| バルブ                                      | 12バルブ                                                                                | 12バルブ                                                                                | 12バルブ                                           |
| 排気量                                      | 999cc                                                                                   | 999cc                                                                                   | 999cc                                              |
| 最高出力                                    | 44kW（60PS）/ 5,000 – 6,000rpm                                                          | 55kW（75PS）/ 6,200rpm                                                                  | 50kW（68PS）/ -                                    |
| 最大トルク                                  | 95Nm（9.7kgf·m）/3,000 – 4,300rpm                                                       | 95Nm（9.7kgf·m）/3,000 – 4,300rpm                                                       | 90Nm（9.2kgf·m）/ -                                |
| 最高速度 km/h                               | 160 / 161（BlueMotion）                                                                 | 171 / 172（BlueMotion）                                                                 | -                                                  |
| 0–100km/h加速                               | 14.4秒（5速MT） / 15.3秒（5速ASG）                                                      | 13.2秒（5速MT） / 13.9秒（5速ASG）                                                      | -                                                  |
| 欧州燃費 L/100km (市街地 / 高速道路 / 総合) | 5.6 / 3.9 / 4.5（5速MT） 5.0 / 3.6 / 4.1（BlueMotion 5速MT） 5.3 / 3.9 / 4.4 （5速ASG） | 5.9 / 4.0 / 4.7（5速MT） 5.1 / 3.7 / 4.2（BlueMotion 5速MT） 5.5 / 4.0 / 4.5 （5速ASG） | -                                                  |
| JC08モード燃費 km/L                         | -                                                                                       | 23.1                                                                                    | -                                                  |
| CO2排出量 g/km (総合)                       | 105（5速MT）/96（BlueMotion 5速MT）/ 103（5速ASG）                                      | 108（5速MT）/ 98（BlueMotion 5速MT）/ 105（5速ASG）                                     | 79（BlueMotion 5速MT）                             |
| 欧州排出基準                                | Euro 5                                                                                  | Euro 5                                                                                  | Euro 5                                             |
| energy label                                | C（5速MT）/ B（BlueMotion 5速MT）/ C（5速ASG）                                          | C（5速MT）/ B（BlueMotion 5速MT）/ C（5速ASG）                                          | -                                                  |

## コンセプトモデル
up!の原型は、2007年9月のフランクフルトモーターショーで発表された「up!コンセプト」である。コンセプトではRR（リアエンジン・リアドライブ）とされたが、量産型は伝統的なFF方式に変更された。 その後もVWはup!シリーズの様々な派生モデルを相次いで発表している。

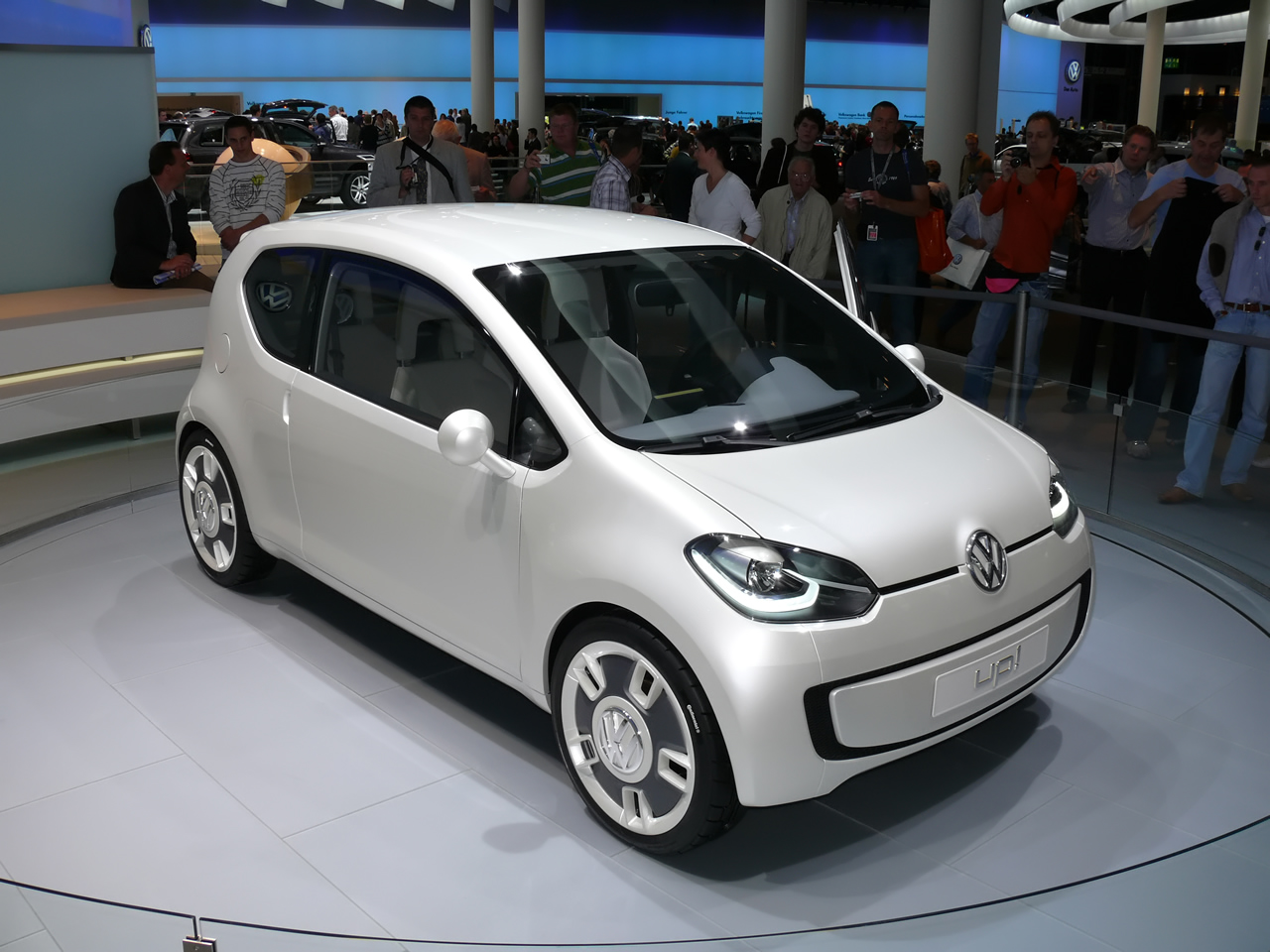
up!コンセプト (2007)
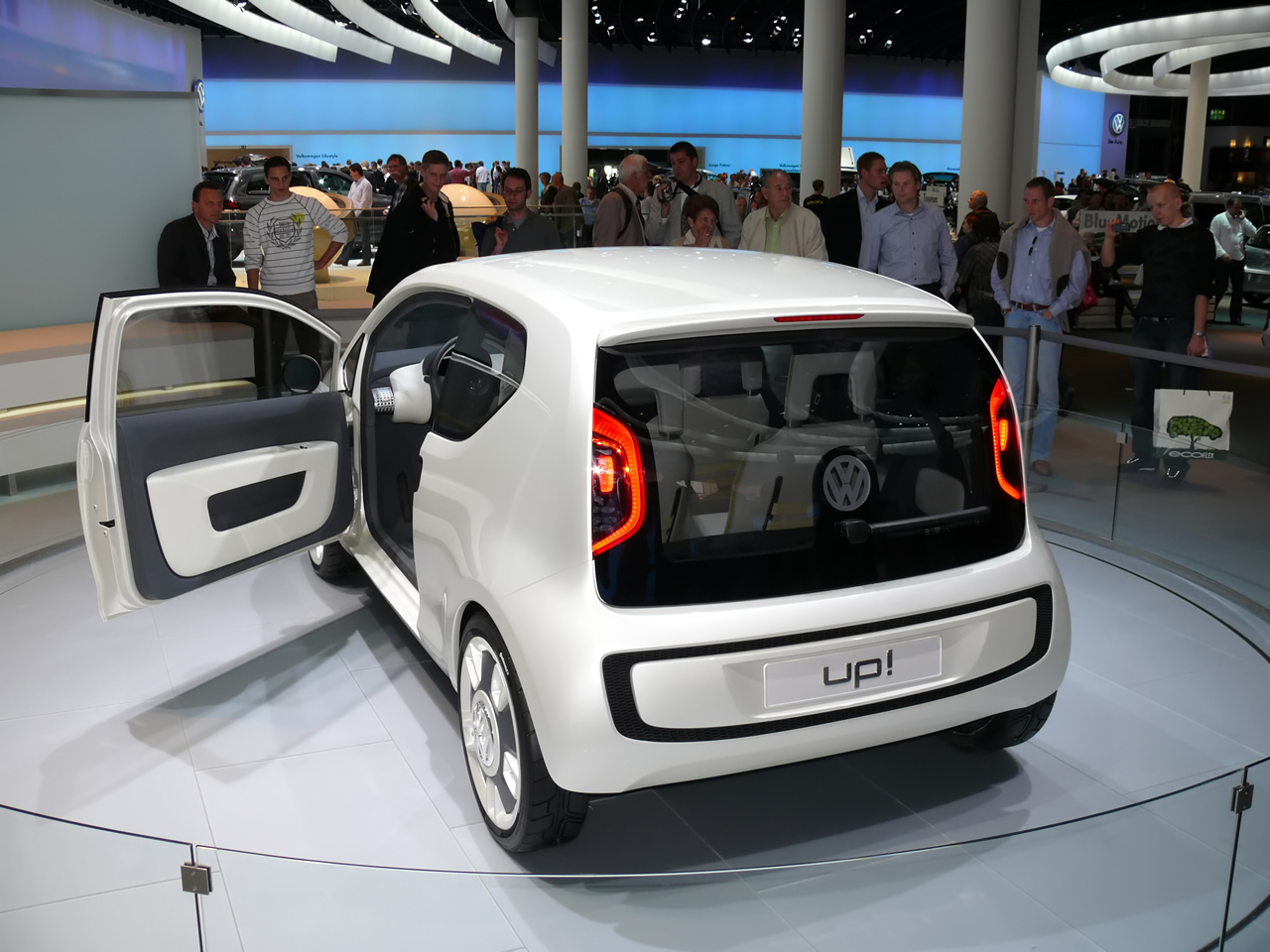
up!コンセプト (2007)
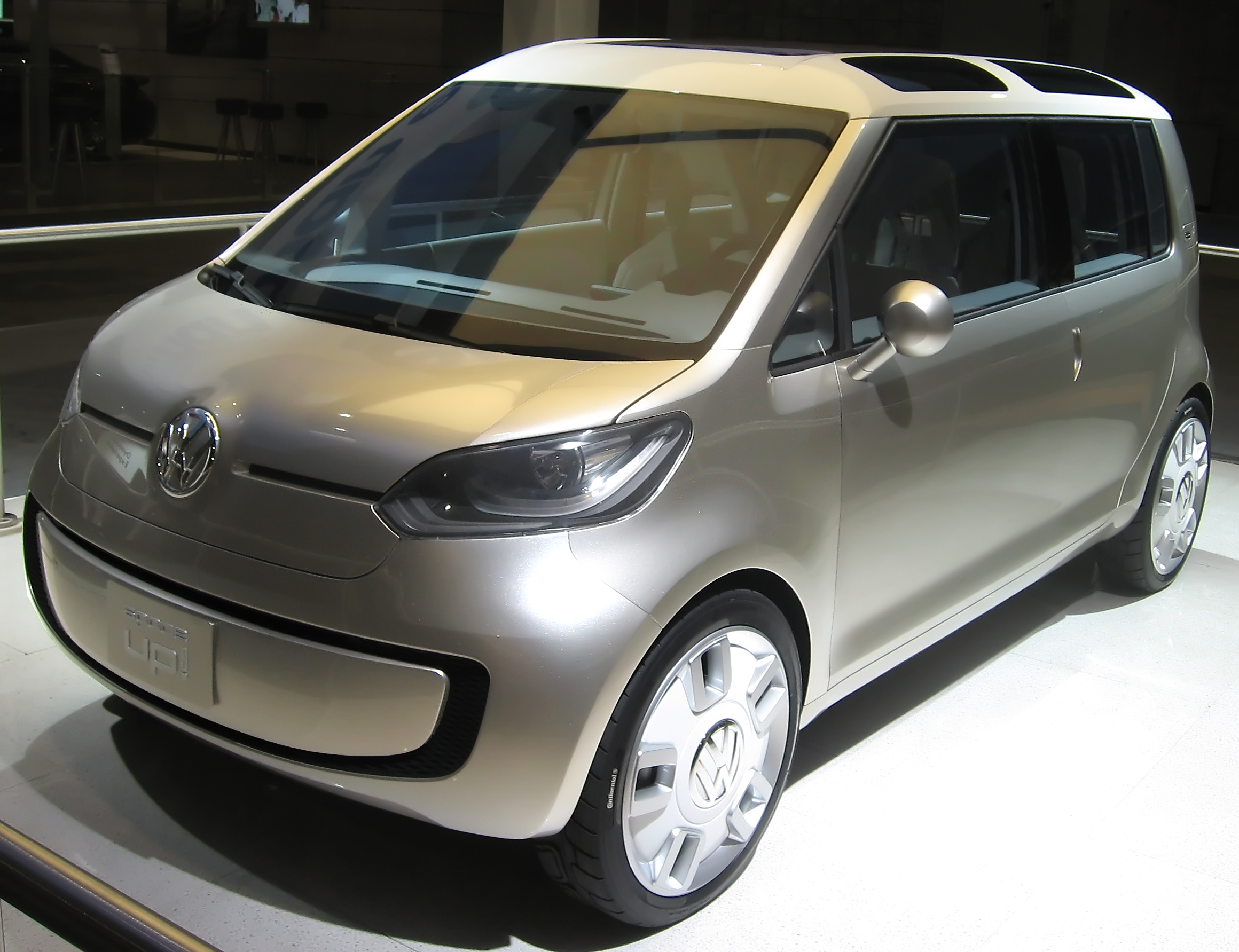
スペースup!コンセプト (2007)
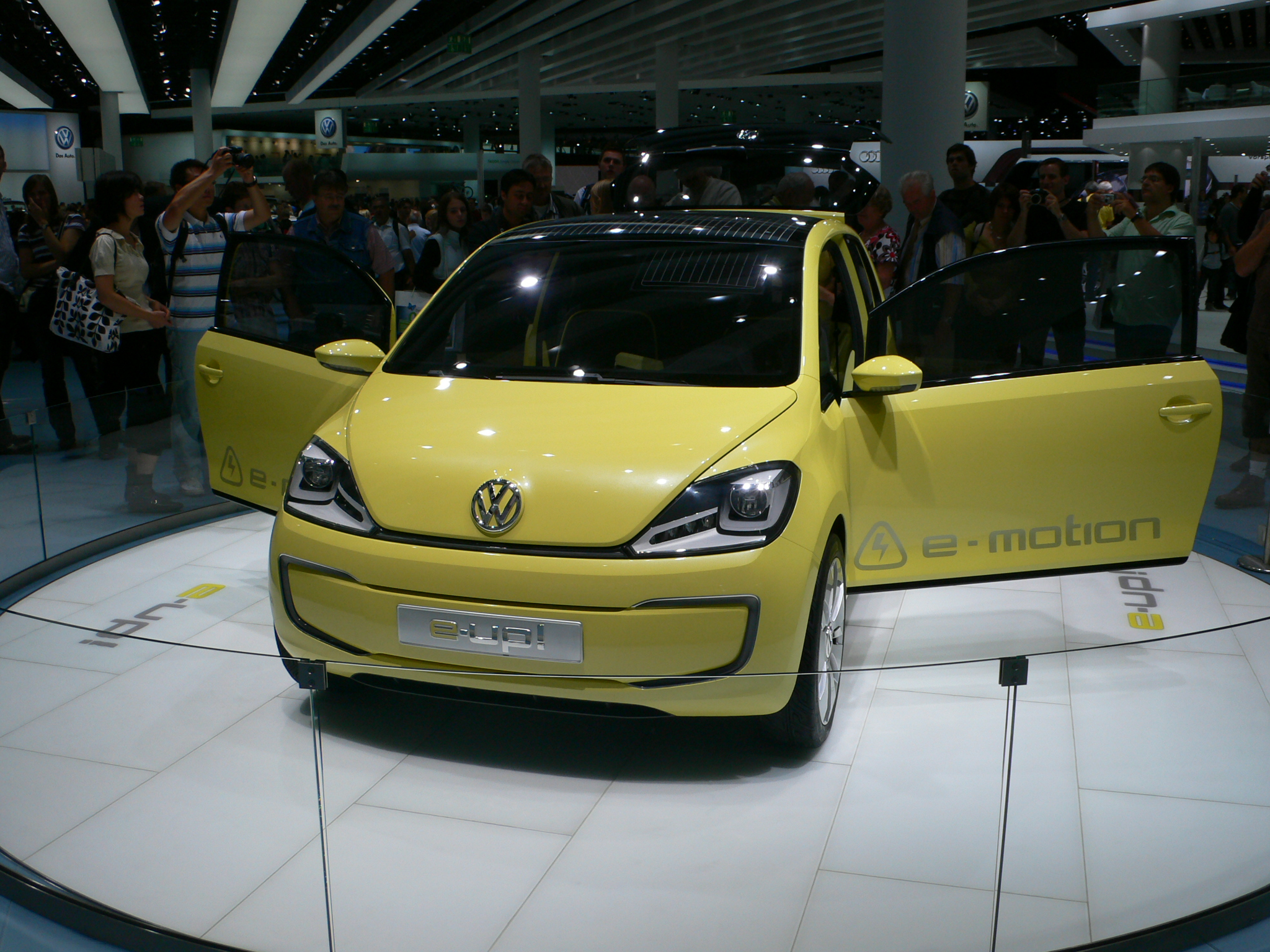
E-up!コンセプト (2009)
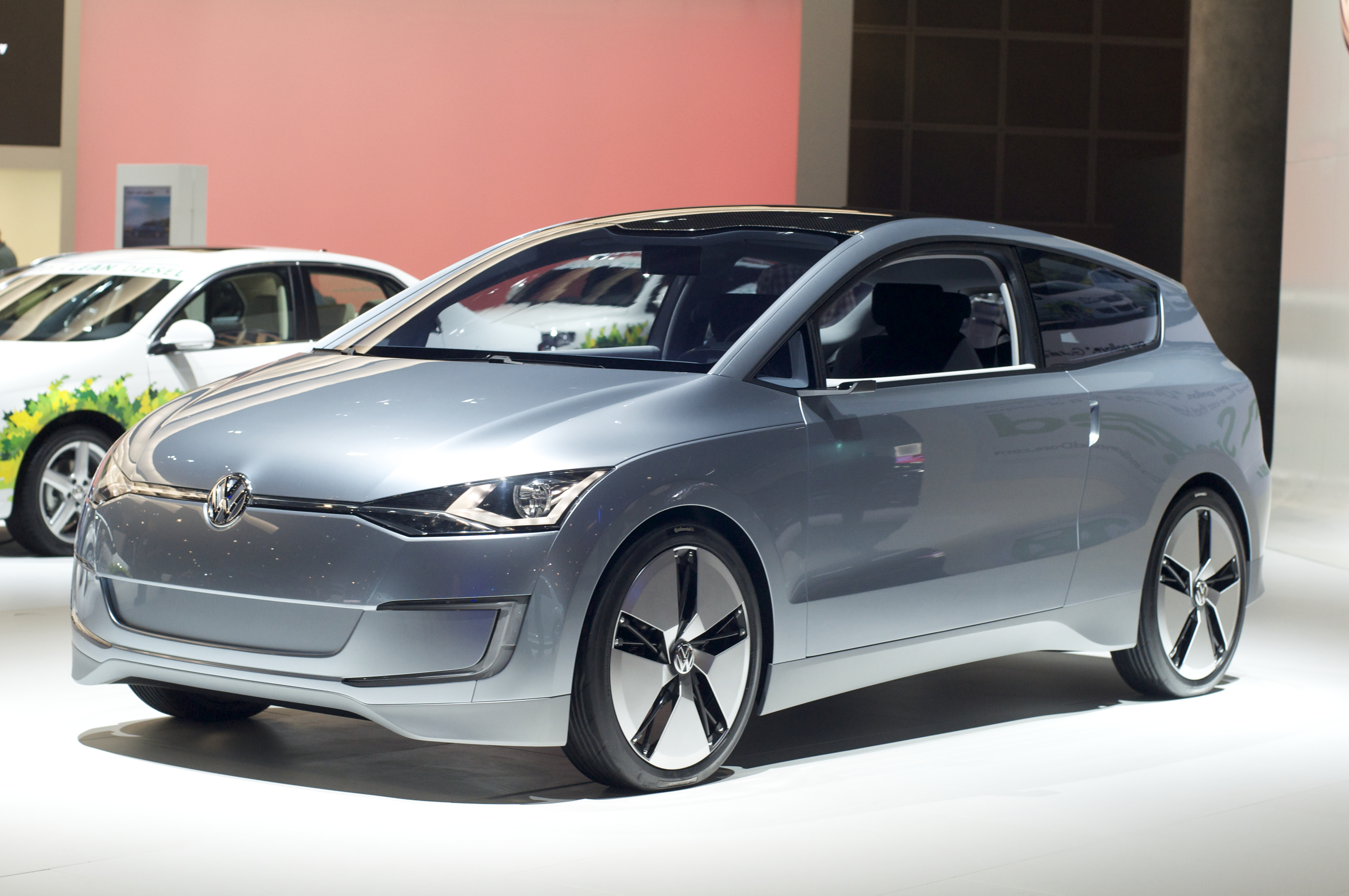
up!ライトコンセプト (2009)
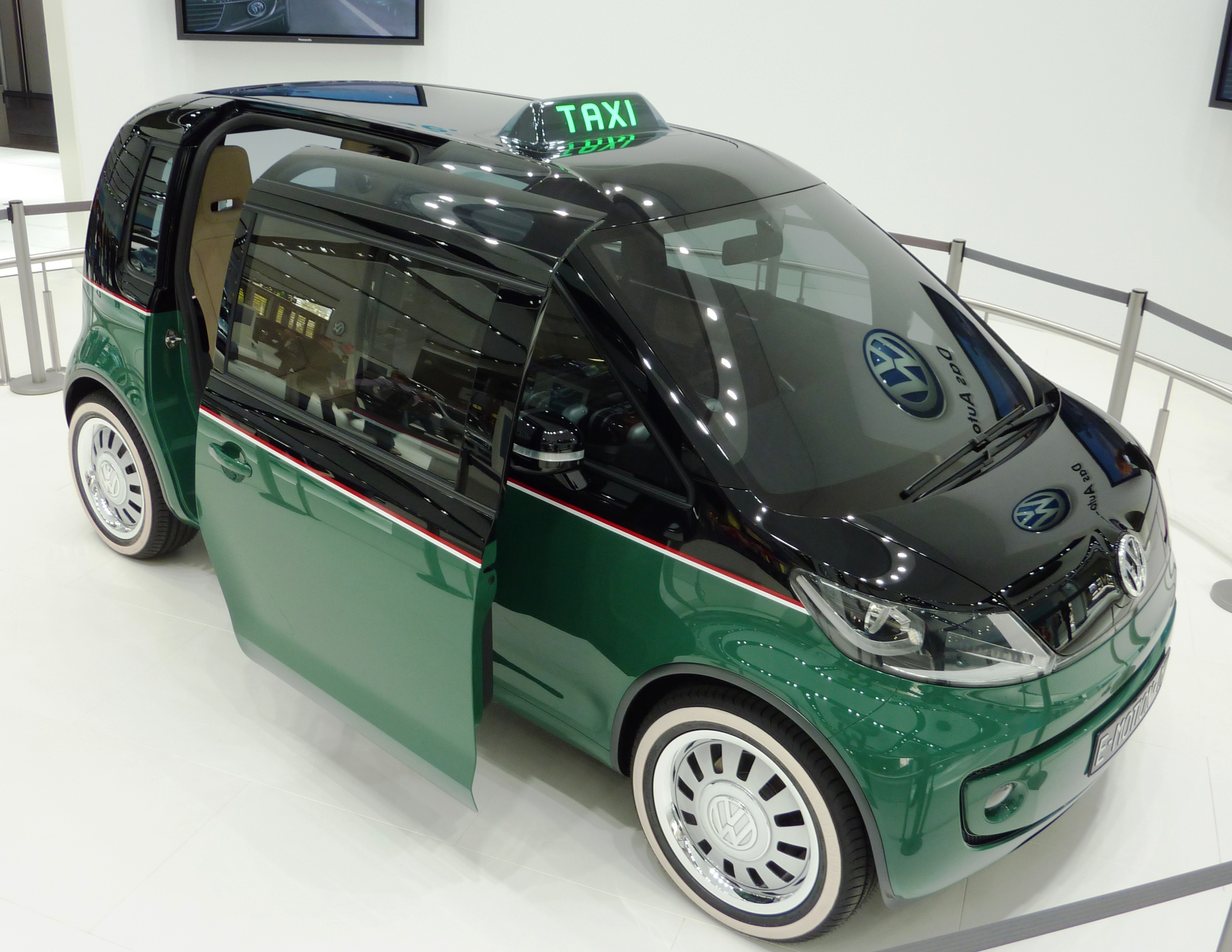
ミラノタクシーコンセプト (2010)
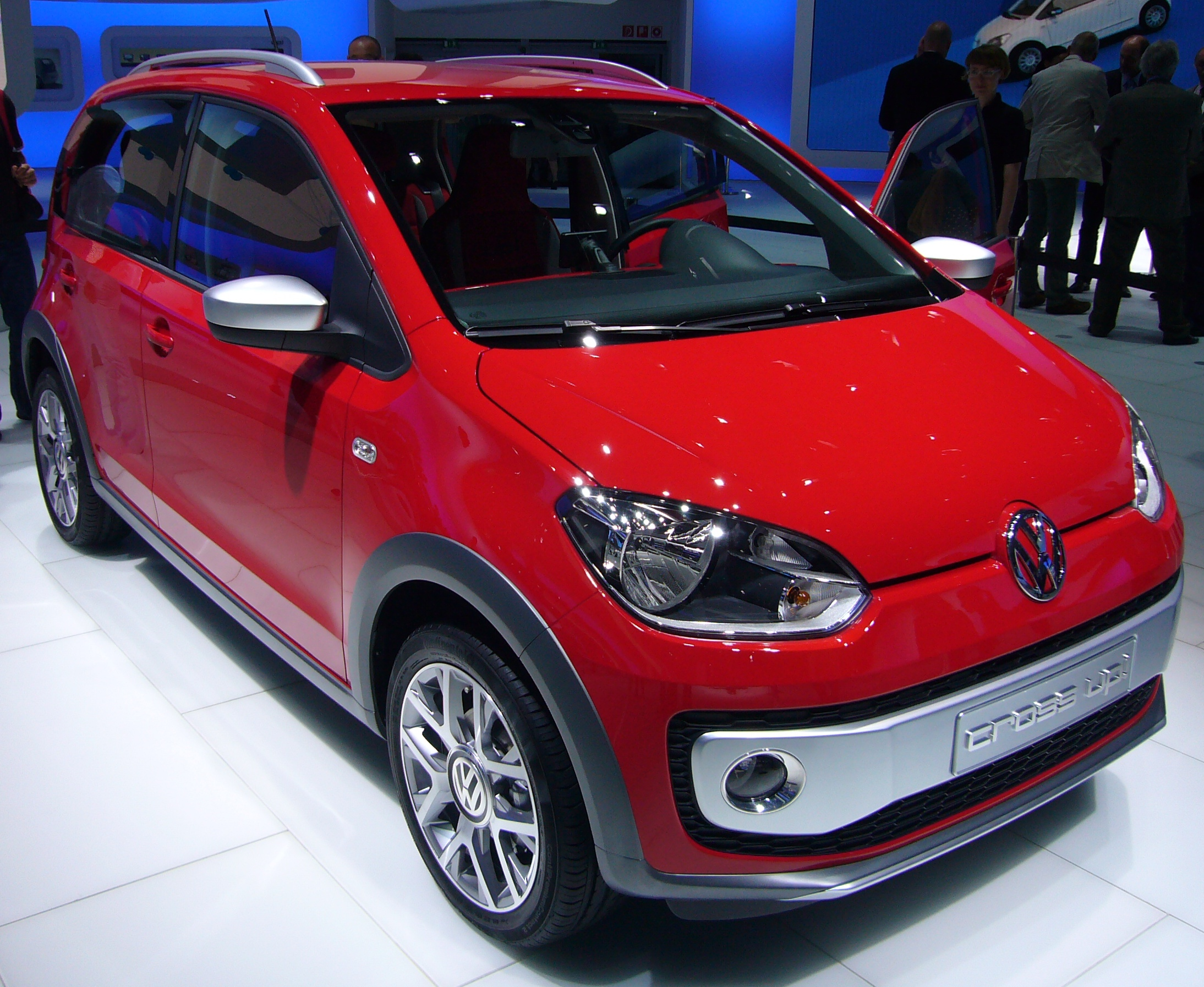
cross up! (2011)
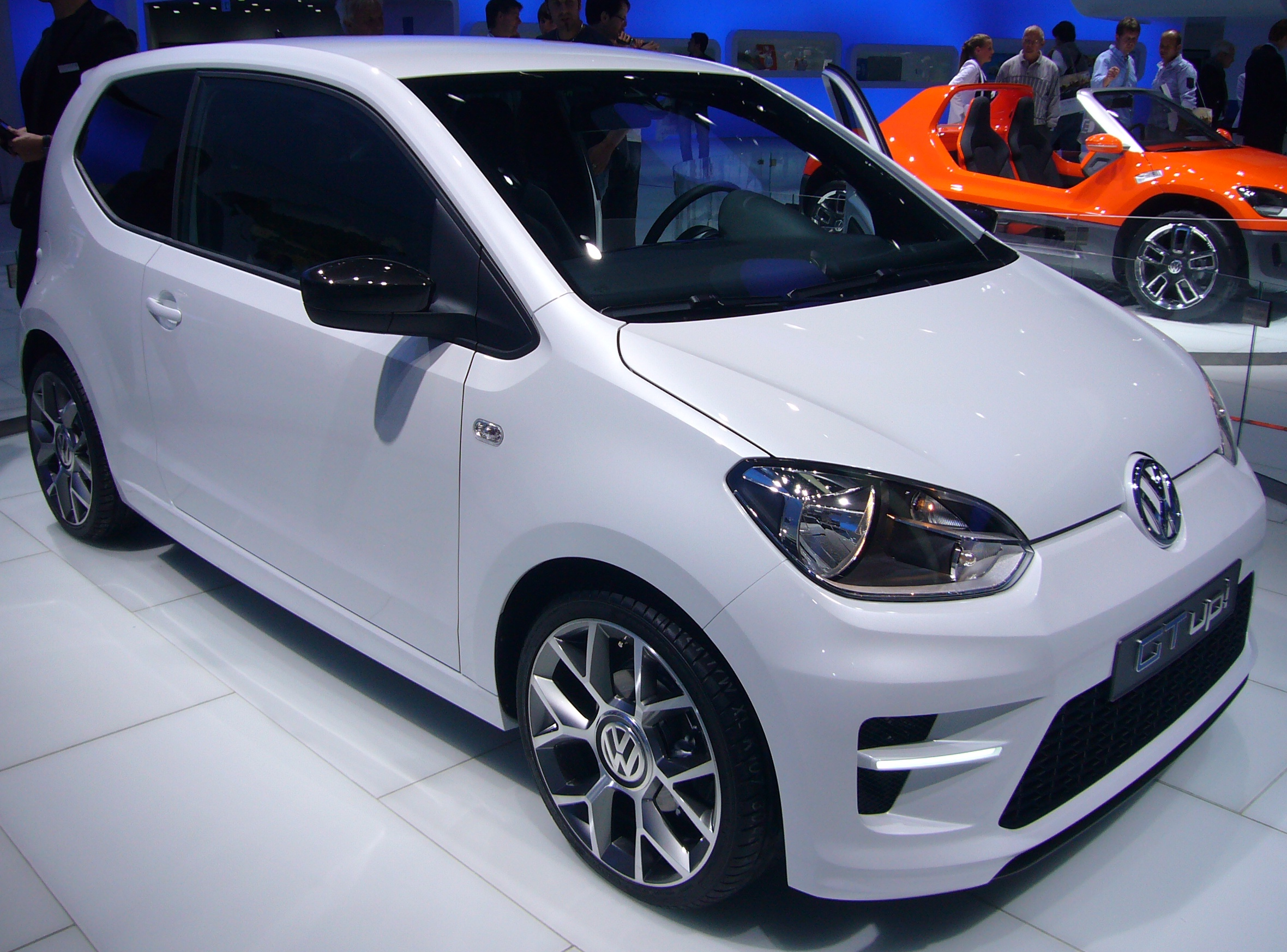
GT up! (2011)
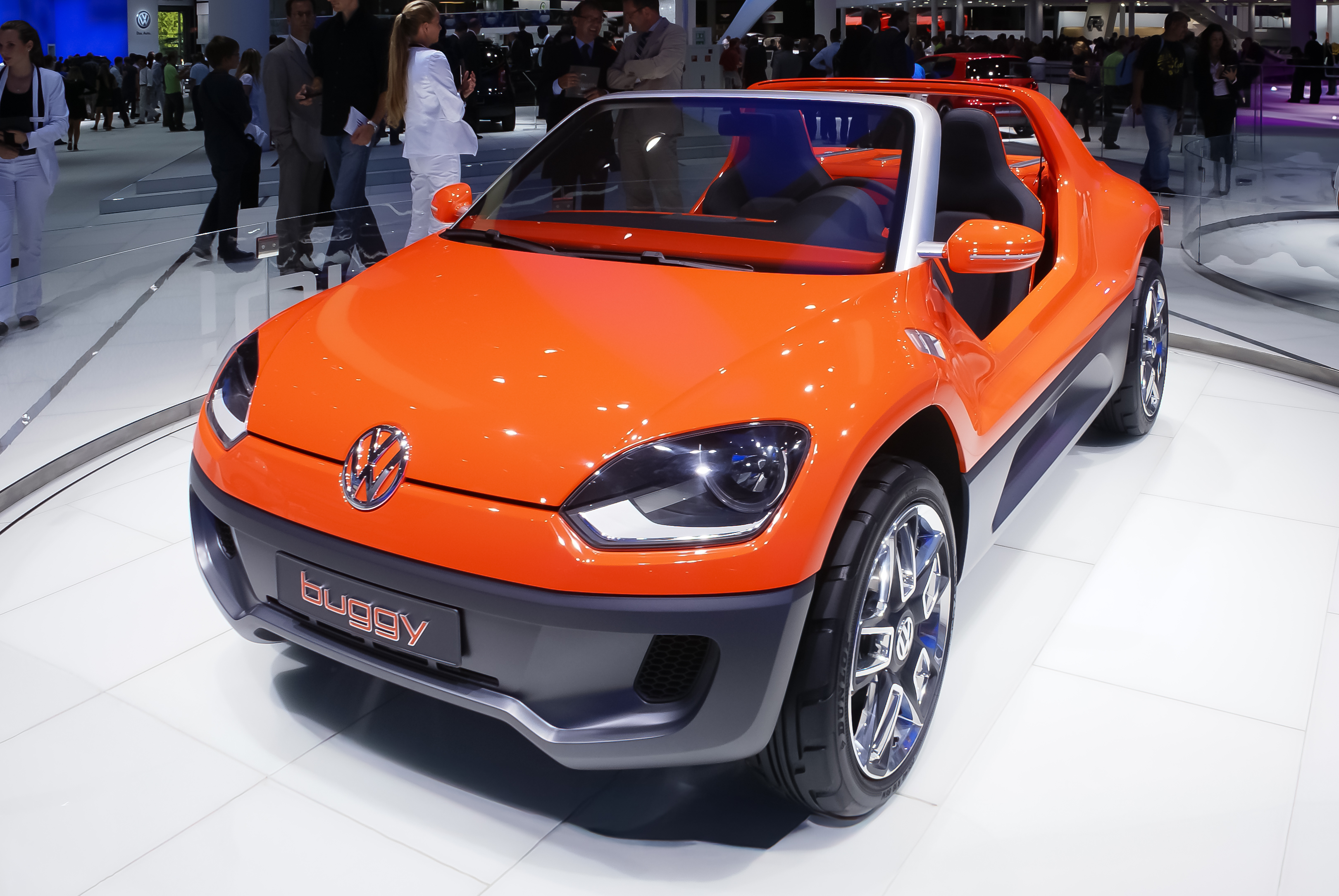
buggy up! (2011)
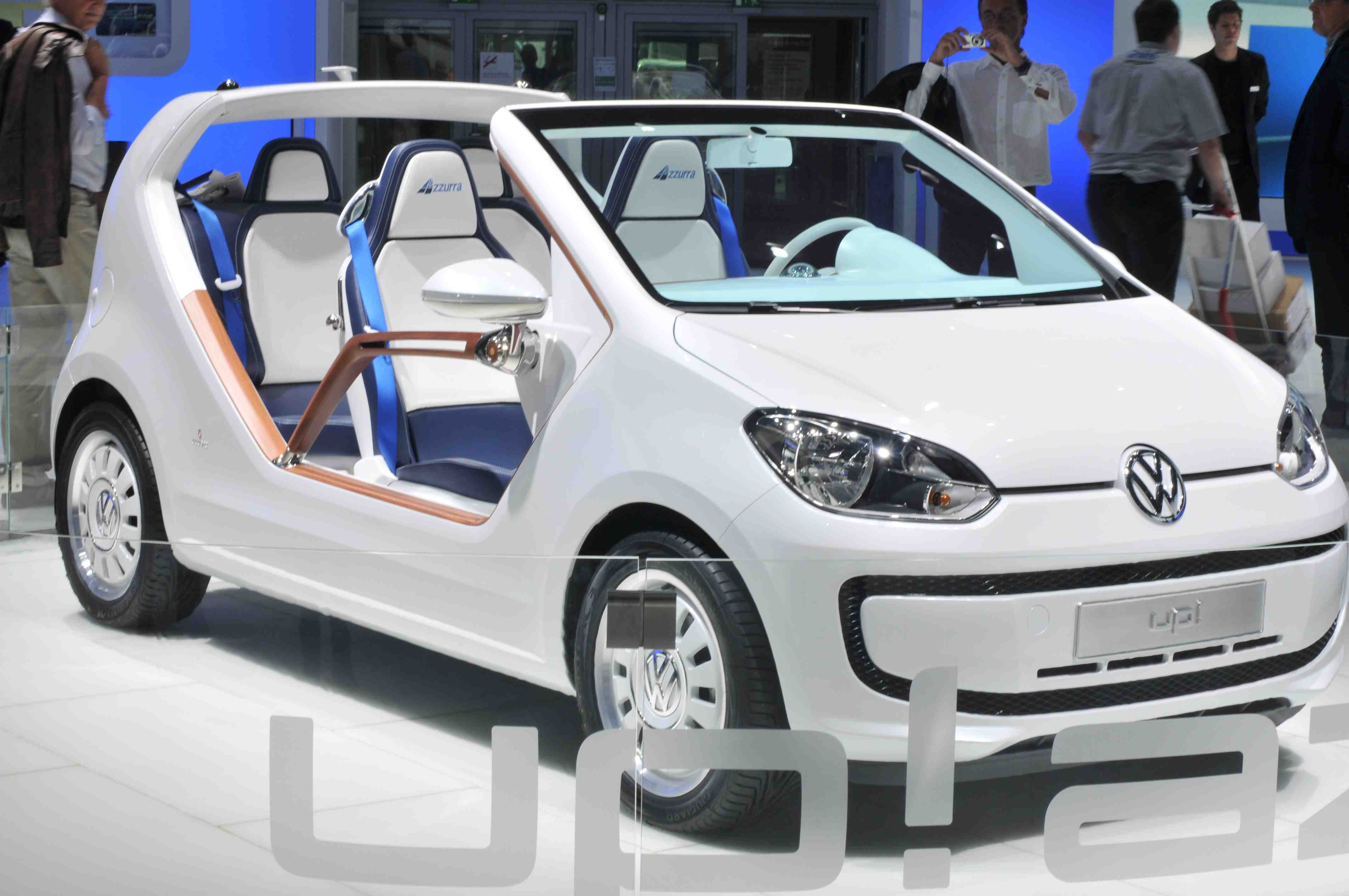
up! Azzurra Sailing Team Concept (2011)
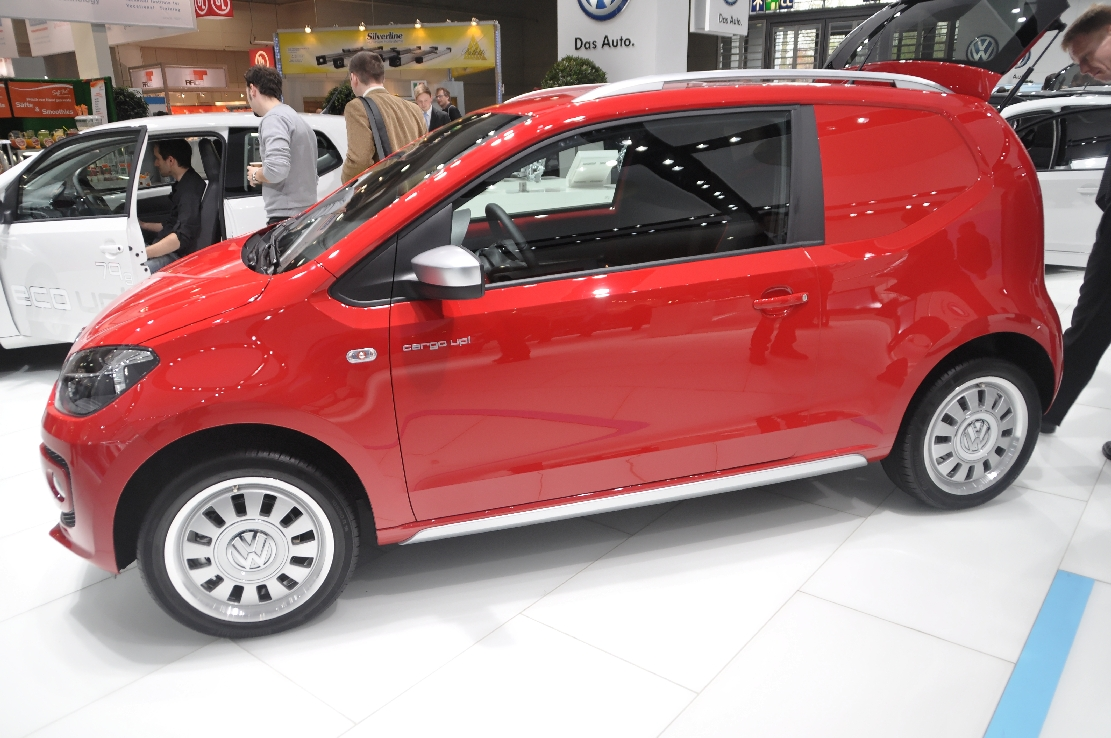
cargo up! (2012)

## シュコダ・シティゴ
シュコダ・シティゴ（citigo）は　フォルクスワーゲンが製造し、シュコダが販売するAセグメントのハッチバック型乗用車である。e-up!のシュコダバージョンにあたる、シティゴe-ivが用意されている。

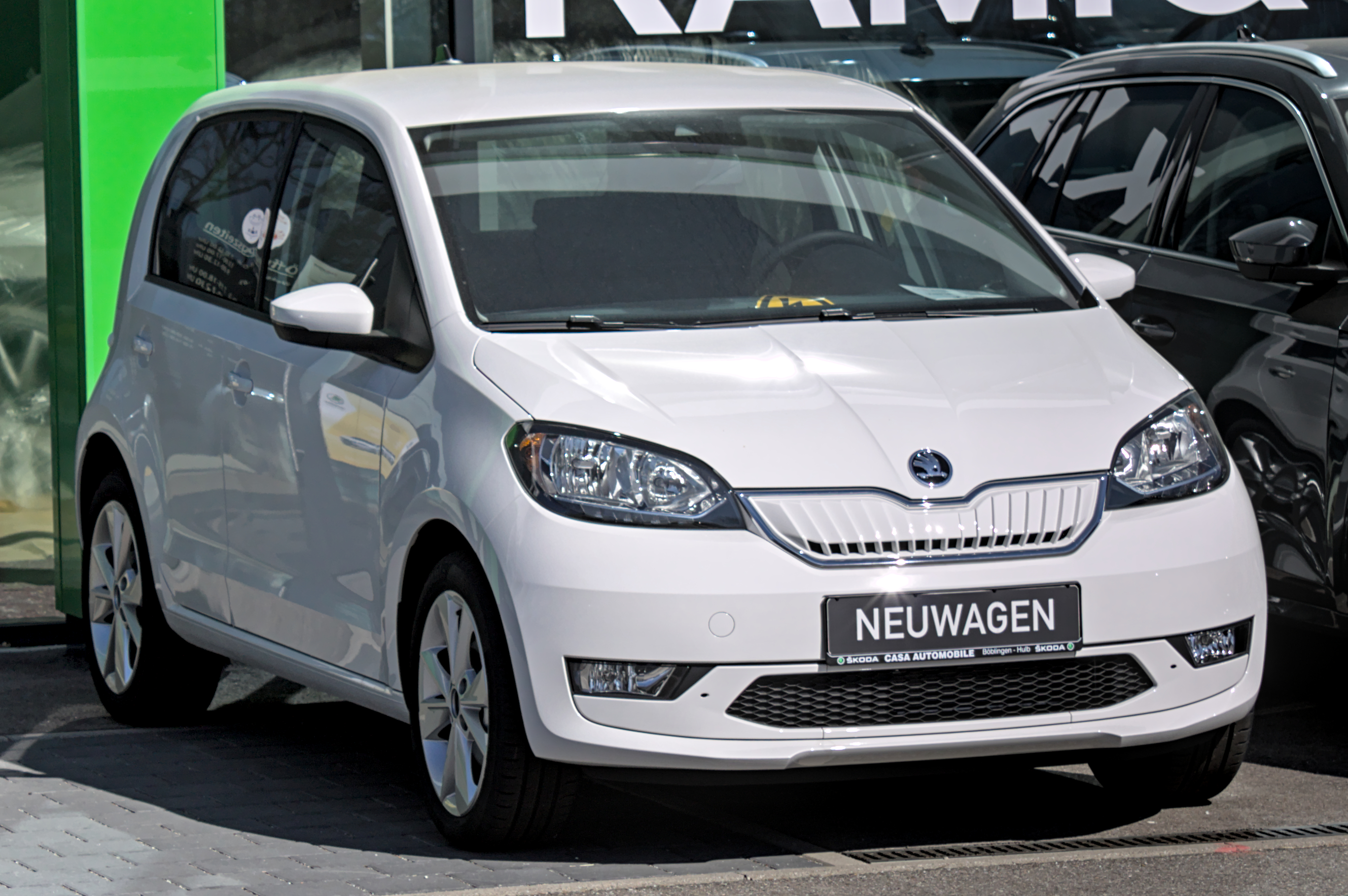
e-ivのフロント

## セアト・mii
セアト・Mii は、フォルクスワーゲンが製造し、セアトが販売するAセグメントのハッチバック型乗用車である。e-up!のセアトバージョンにあたる、mii electricが用意されている。

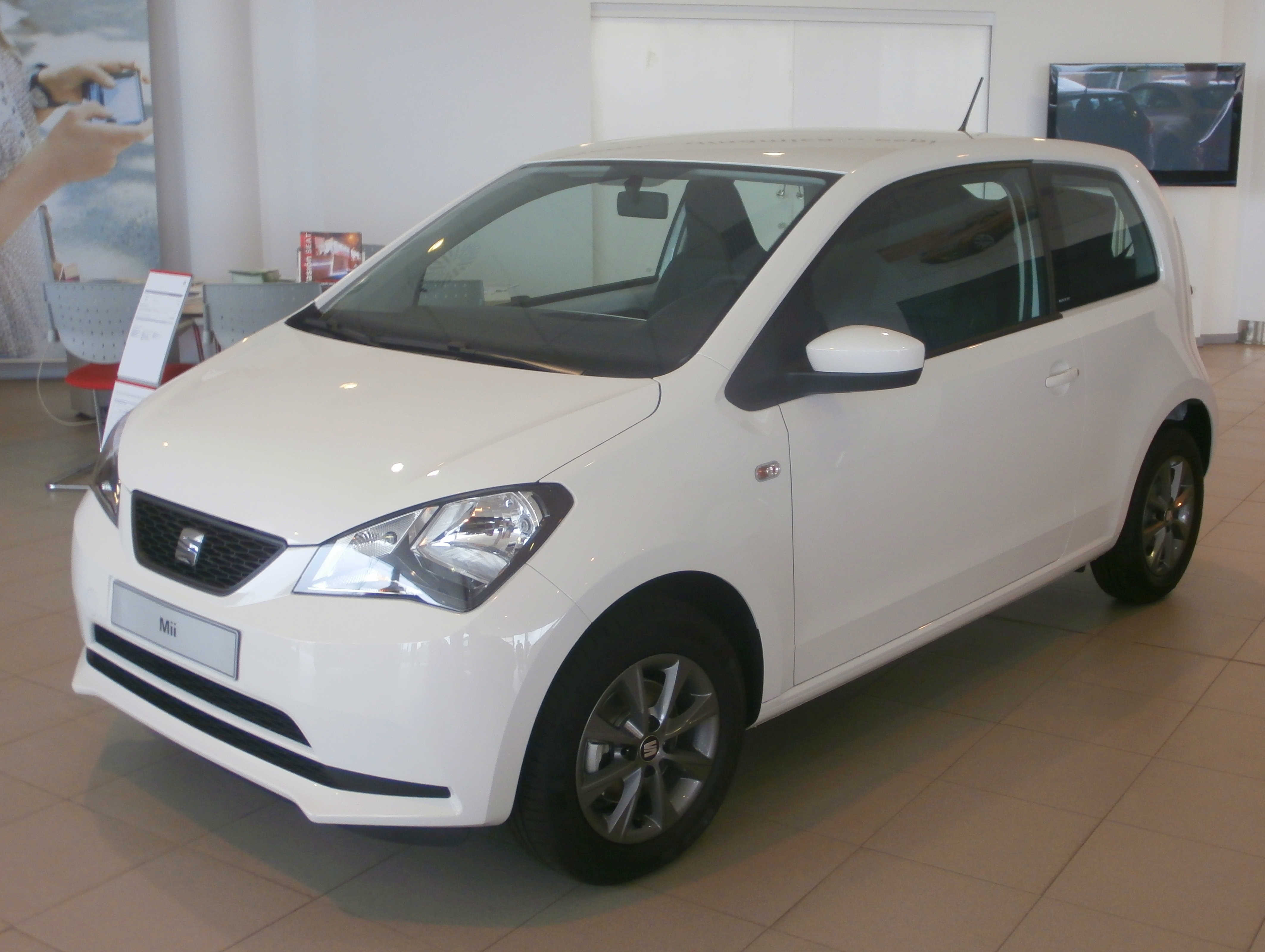
2014年型ガソリン仕様３ドア フロント

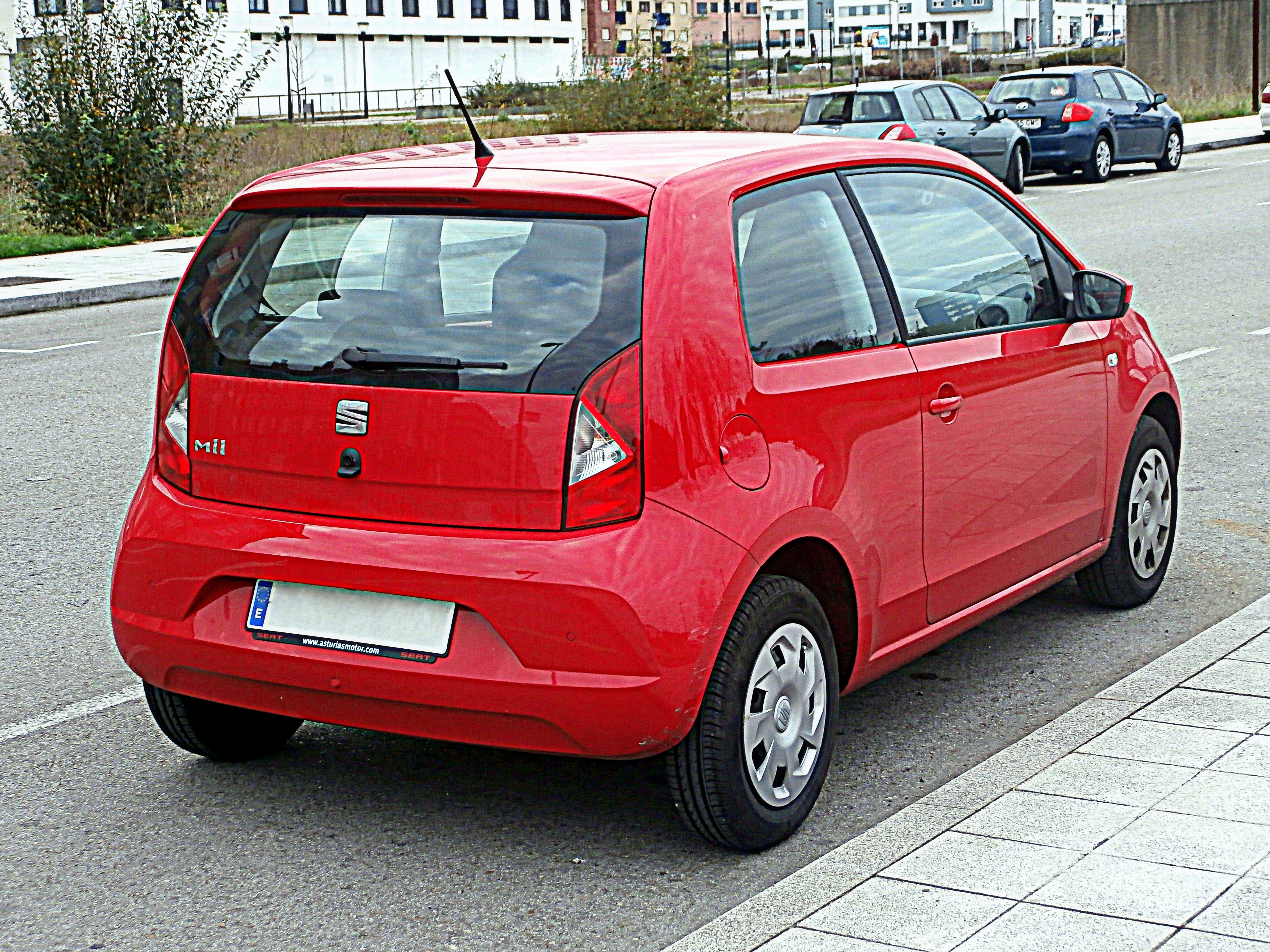
2014年型ガソリン仕様３ドア リア